# Leen Douwes
Pieter Leendert (Leen) Douwes (Ambarawa, 27 december 1879 – Breda, 27 april 1965) was een Nederlands militair, beeldhouwer, schilder en tekenaar.

## Levensloop
Douwes was een zoon van Jan Douwes en zijn vrouw Anna Cornelia Fauël. Hij werd geboren in Fort Willem I in Nederlands-Indië, waar zijn vader werkzaam was als apotheker. Van 1891 tot 1898 woonde hij in bij zijn "tante" (eigenlijk oudtante) Maria Reijerkerk en haar man Hermanus Engbertus Hulsebos in Amsterdam, vermoedelijk om een opleiding te volgen. In 1898 vertrok hij naar Apeldoorn. Op 8 november 1904 trouwde hij in Utrecht met Hyacinthe Judica Henriette den Arend. Dit huwelijk werd echter vier jaar later door de rechtbank in Padang ontbonden.

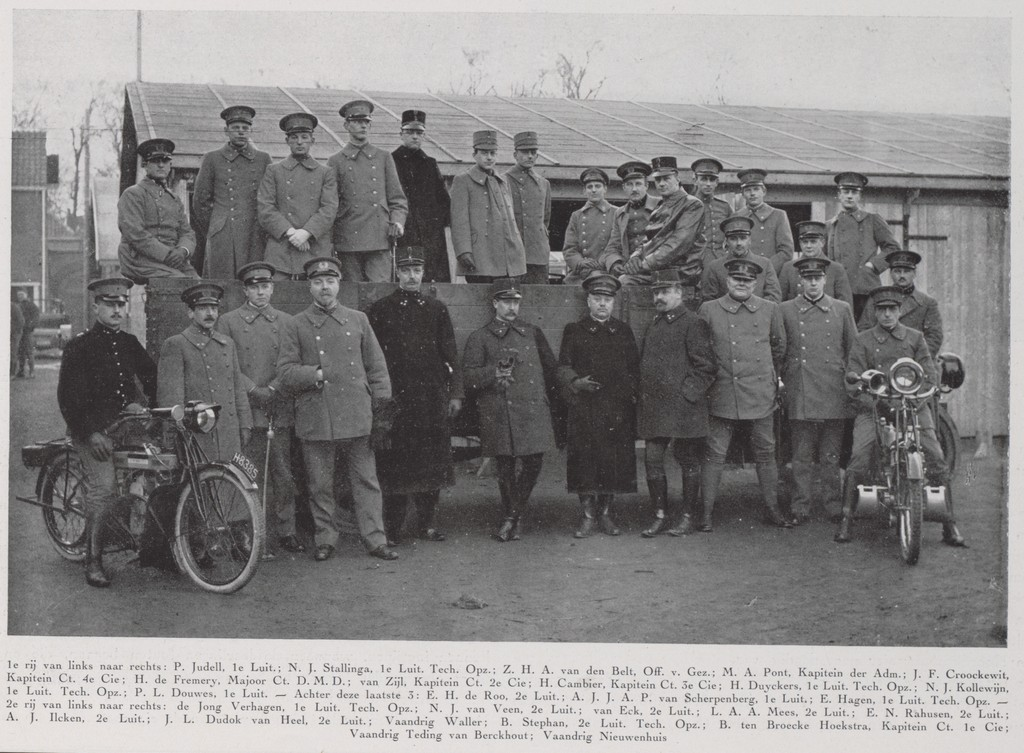
Douwes als "1e Luit." (voorste rij, uiterst rechts op motor) tijdens de mobilisatie in 1914

 Op 14 april 1914 hertrouwde hij in Hof van Delft met de Belgische Yvonne Josine Marie Ghislaine Mahieu. Tegen deze tijd was hij "luitenant der infanterie". In 1914 ook ging hij van het protestantse geloof over tot het katholicisme, vermoedelijk vanwege dit huwelijk. Samen met Mahieu stichtte hij een gezin in Hof van Delft. Daarna leidde het gezin Douwes een enigszins nomadisch bestaan. Na Hof van Delft woonden ze tot 1917 in Rijswijk, van 1917 tot 1918 in Oisterwijk, van 1917 tot 1919 in Melick, van 1919 tot 1921 in Roermond en van 1921 tot omstreeks 1925 in Malang in Nederlands-Indië. In 1926 verhuist het gezin van Haren in Groningen naar Tilburg en in 1928 van Tilburg naar Ginneken bij Breda. Na het overlijden van zijn vrouw in 1931 vestigde hij zich in Breda. Hier legde hij zich toe op de schilder- en tekenkunst, maar vooral de beeldhouwkunst had zijn interesse. Als beeldhouwer was hij autodidact. Wel werd hij in 1933 lid van de Bredasche Kunstkring. In 1934 trouwde hij in Ginneken – nu als "reserve kapitein der infanterie" – met Neletta Frederika Geertruida Elisabeth van Duijn.

## Werk
Douwes werkte als beeldhouwer vooral in hout, en soms ook in natuur- en kunststeen. Hij werkte in een stijl die verwant is aan het expressionisme met hoekige, verwrongen figuren en met de beitelslag goed zichtbaar. Tot zijn onderwerpen behoren figuurvoorstellingen en christelijk-religieuze voorstellingen. In 1930 beeldhouwde hij een crucifix voor een wegkruis aan de Deken Dr. Dirckxweg in Bavel, dat vergeleken wordt met werk van de Belgische beeldhouwer Albert Servaes. Werk van Douwes bevindt zich verder onder meer in de Sacramentskerk in Breda en het Stedelijk Museum Breda.
- Biografisch Portaal: 96008896
- RKD-Nederlands Instituut voor Kunstgeschiedenis: 125573